# مارو آلازان
مارو مورادیان-آلازان (ارمنی: Մարո Մուրադյան-Ալազան؛  زادهٔ ۱۹۰۸ - درگذشته ۱۹۷۴) خاطره‌نویس اهل ارمنستان بود. وی همچنین از بازماندگان نسل‌کشی ارمنی‌ها بود.

## زندگی‌نامه
وی با نام اصلی مارو موراتیان (انگلیسی: Maro Muratian) در ۱۹۰۸ در ارزروم به دنیا آمد .  وی در ۱۹۷۴ در سن ۶۶ سالگی به علت بیماری سرطان درگذشت.

## آثار
- Իմ կյանքի ողբերգությունը